# Lodovico Berti
Lodovico Berti (Bologna, 21 maggio 1818 – Bologna, 16 aprile 1897) è stato un giornalista, politico e avvocato italiano.

## Biografia
Proveniente da una famiglia agiata di tendenza liberali, negli anni 1840 fu attivo nell'organizzazione della "trafila", l'organizzazione che aiutava i ricercati politici a emigrare.
Nel 1848 prese parte attiva alle attività della Repubblica romana e fu eletto come deputato alla Costituente. Dopo la caduta della repubblica, espatriò e poté tornare solo nel 1855.
Nel 1859 prese parte attiva nelle vicende che portarono alla caduta dello Stato pontificio a Bologna. Fu eletto la prima volta alla Camera nelle elezioni suppletive del 1863, in sostituzione di Carlo Pepoli.
Eletto più volte alla Camera dei deputati, fu nominato senatore del regno nel 1896, ma morì prima di giurare.